# Срджан Андрич
Срджан Андрич (хорв. Srđan Andrić; нар. 5 січня 1980, Дубровник) — хорватський футболіст, що грав на позиції півзахисника за «Хайдук» (Спліт), «Панатінаїкос» та «Аль-Вахда» (Абу-Дабі), а також національну збірну Хорватії.

## Клубна кар'єра
У дорослому футболі дебютував 1999 року виступами за команду клубу «Хайдук» (Спліт), в якій провів п'ять сезонів, взявши участь у 101 матчі чемпіонату. Більшість часу, проведеного у складі «Хайдука», був основним гравцем команди.
Своєю грою за цю команду привернув увагу представників тренерського штабу грецького «Панатінаїкоса», до складу якого приєднався 2004 року. Відіграв за клуб з Афін наступні три сезони своєї ігрової кар'єри.
2007 року повернувся до «Хайдука». Цього разу провів у складі його команди п'ять сезонів.
Завершив професійну ігрову кар'єру в ОАЕ у клубі «Аль-Вахда» (Абу-Дабі), за команду якого виступав протягом 2012—2013 років.

## Виступи за збірні
Протягом 1998—2001 років залучався до складу молодіжної збірної Хорватії. На молодіжному рівні зіграв у 18 офіційних матчах, забив 2 голи.
2002 року дебютував в офіційних матчах у складі національної збірної Хорватії товариською грою проти Словенії. А наступного року провів свою другу і останню гру за національну команду, в якій відзначився забитим голом у ворота Македонії.

## Досягнення
- Чемпіон Хорватії: 2000-01, 2003-04
- Володар Кубка Хорватії: 1999–2000, 2002–03, 2009–10